# Salsola gaetula
Salsola gaetula là loài thực vật có hoa thuộc họ Dền. Loài này được Maire miêu tả khoa học đầu tiên năm 1933.